# 下沼駅
下沼駅（しもぬまえき）は、北海道（宗谷総合振興局）天塩郡幌延町字下沼にある北海道旅客鉄道（JR北海道）宗谷本線の駅である。電報略号はモマ。事務管理コードは▲121843。駅番号はW73。

## 歴史

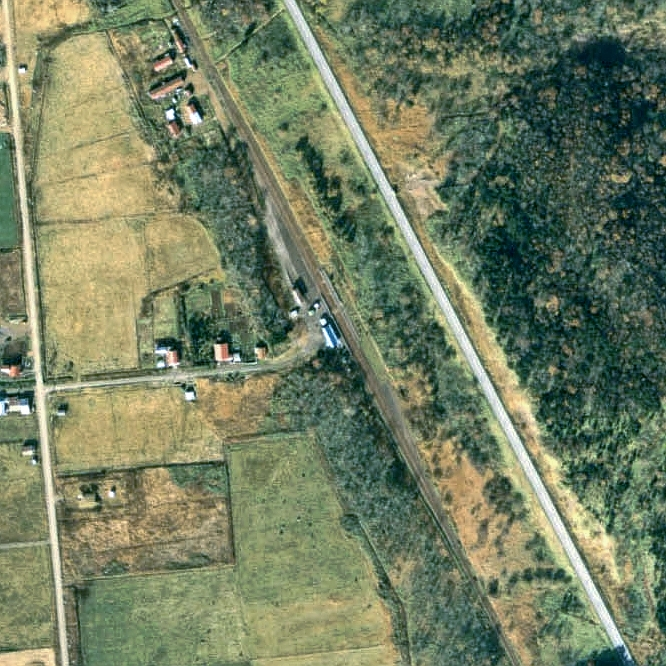
1977年の下沼駅と周囲約500m範囲。上が稚内方面。相対式ホーム2面2線と駅舎横の稚内側に貨物積卸場と引込み線がある。ストックヤードは無い。

- 1926年（大正15年）9月25日：国有鉄道天塩線の幌延駅 - 兜沼駅間延伸開通に伴い開業[3][4][5]。一般駅[1]。
- 1930年（昭和5年）4月1日：天塩線を宗谷本線に編入、それに伴い同線の駅となる[4]。
- 1949年（昭和24年）6月1日：公共企業体である日本国有鉄道に移管。
- 1963年（昭和38年）2月10日：公衆電報の取り扱い廃止[6]。
- 1977年（昭和52年）5月25日：貨物の取り扱いが終了[1]。
- 1984年（昭和59年）
  - 2月1日：荷物の取り扱いが終了[1]。
  - 11月10日：CTC導入に伴う合理化により無人化[新聞 1][7]。
- 1985年（昭和60年）7月：駅舎改築、貨車駅舎となる[新聞 2][新聞 3]。
- 1987年（昭和62年）4月1日：国鉄分割民営化に伴い、北海道旅客鉄道（JR北海道）の駅となる[1]。
- 2015年（平成27年）：周辺住民の手により駅舎に木製看板が掲げられる[新聞 2]。
- 2016年（平成28年）
  - 3月26日：同日のダイヤ改正に伴う普通列車の減便で幌延駅 - 稚内駅間の普通列車が5往復から3往復となり、全普通列車が停車するようになる[注釈 1]。
  - 8月下旬：JR北海道が幌延町に対し、当駅・南幌延駅・糠南駅の3駅を2017年（平成29年）3月のダイヤ改正に合わせて廃止する方針を伝える[新聞 4]。
    - この方針に対し、町長の野々村仁は北海道新聞社の取材に「廃止の提案は極めて遺憾で、到底受け入れられない」と述べた[新聞 4]。
    - その後、幌延町は、「JR北海道の経費節減策又は費用確保策の全貌が明らかになり、沿線地域の対応の方向性が定まった時点で総合的に判断する」として、当駅含む3駅の維持費・管理費を負担して1年間存続させることを決定[幌延町 1]。
- 2017年（平成29年）
  - 1月：幌延町が平成29年度一般会計に前述の廃止打診3駅の維持管理費[注釈 2]として163万円（うち当駅分として60.8万円）を計上[幌延町 2][幌延町 3]。
    - ただし、沿線自治体で費用負担に対する考え方の足並みがそろっていないことから、2018年（平成30年）1月時点で、JR北海道から町への費用負担の請求はなかった[幌延町 3]。

  - 6月 - 8月：幌延町による「マイステーション運動」の一環として、駅舎の外板塗装を修繕[新聞 5][新聞 6]。
- 2019年（令和元年）12月3日：JR北海道が沿線自治体に対し、宗谷本線活性化推進協議会を通じて当駅含む29駅[注釈 3]について、自治体による維持管理もしくは費用負担による存続か、2021年（令和3年）3月での廃止かの方針を2020年3月までに報告するよう要請[新聞 7]。
- 2020年（令和2年）3月28日：幌延町が2021年度から、ふるさと納税等を原資とした町による維持管理に移行することを発表[幌延町 4]。
  - 当駅の存続理由について幌延町は「サロベツ湿原等観光資源の玄関口として活用度が高いこと[幌延町 4]」とした。
- 2021年（令和3年）4月：幌延町による維持管理に移行[新聞 8][JR北 1]。

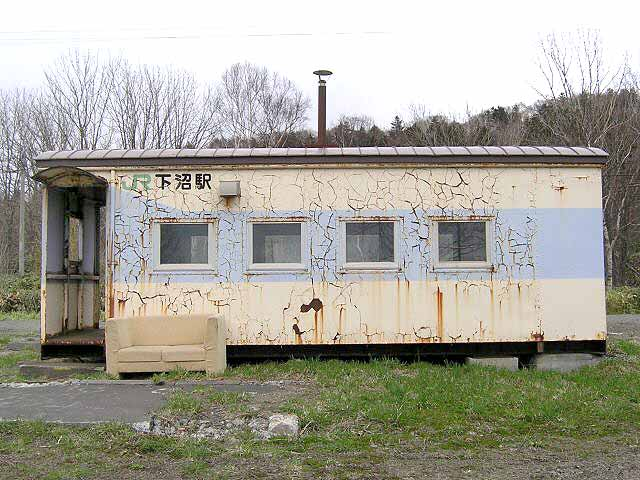
リニューアル前の駅舎（2005年5月）

### 駅名の由来
現在のパンケ沼を指すアイヌ語の「パンケト（panke-to）」（下流側の・沼）の意訳に由来する。
地名ももとは「下サロベツ」と称していたが、駅開業後に「下沼」となった。

## 駅構造
単式ホーム1面1線を有する地上駅。幌延町管理の無人駅。
1984年（昭和59年）の合理化以前は相対式ホーム2面2線を有する列車交換可能な交換駅であったが、線路の西側のホームを残し、分岐器を持たない棒線駅とされた。ホーム前後の線路は分岐器の名残で湾曲している。
駅舎は構内の南西側に位置しホーム南側に接している。無人化後の1985年（昭和60年）にはヨ3500形車掌車を改造した貨車駅舎が旧駅舎の基礎上に設置されている。トイレは無い。駅舎は地元の住民の私費で設置した花壇や看板、旅行者の置き土産により装飾されている。また、外装は2017年（平成29年）6月から8月にかけて幌延町による「マイステーション運動」の一環として、町が制作した本駅のイメージキャラクター「ぬまひきょん」をイメージし修繕された。

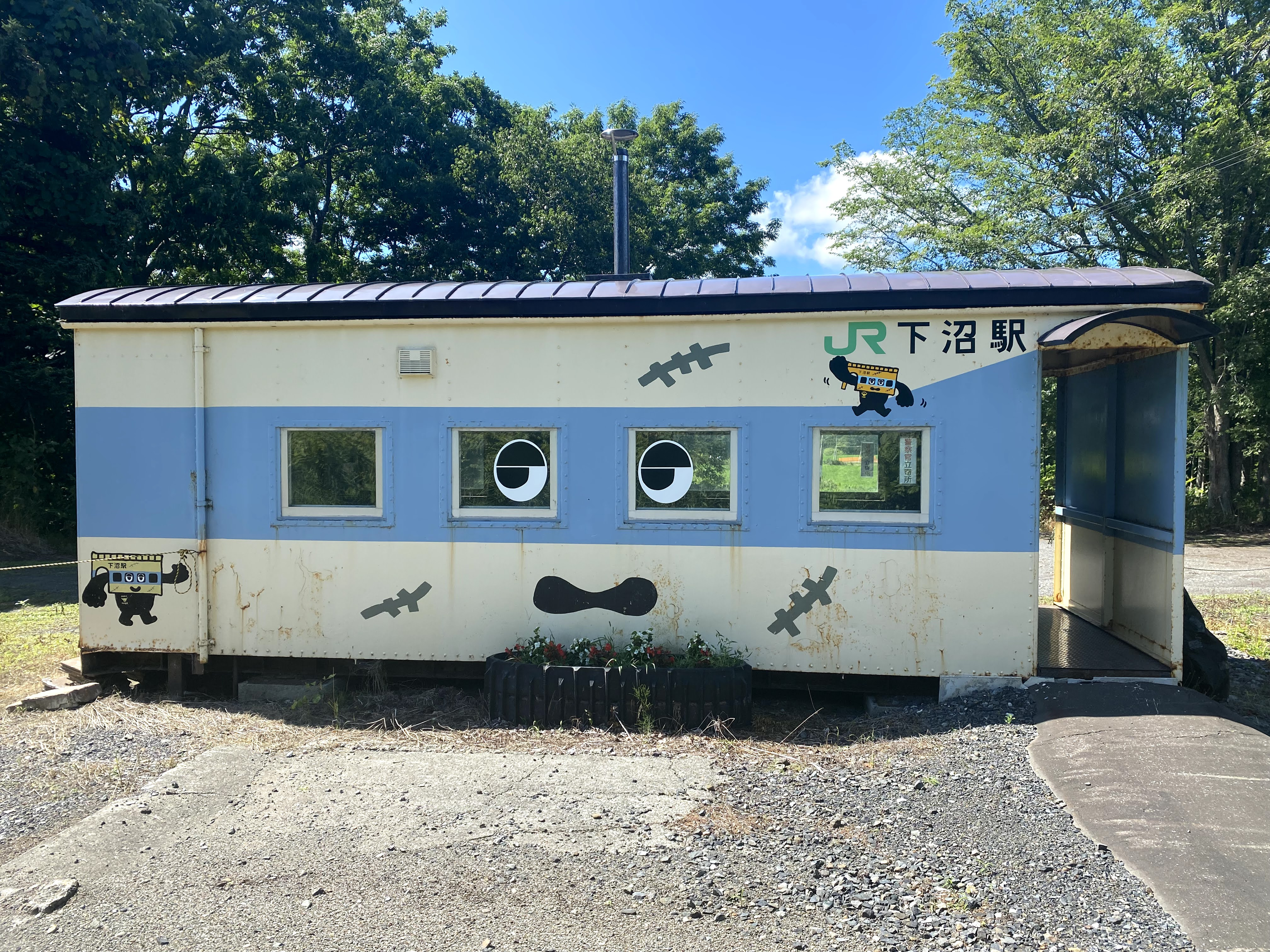
ホーム側から見た駅舎 （2021年9月）
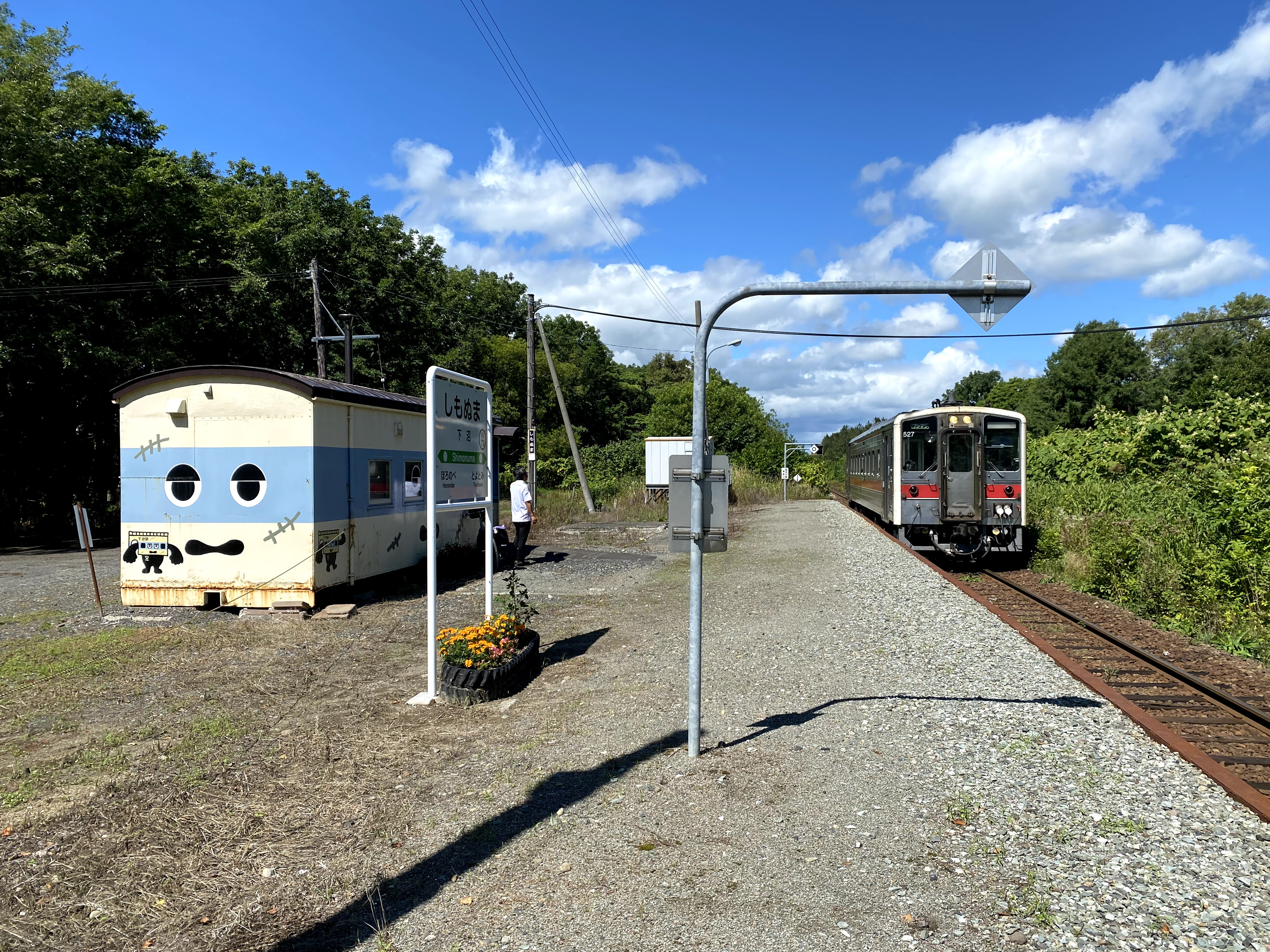
ホーム（2021年9月）
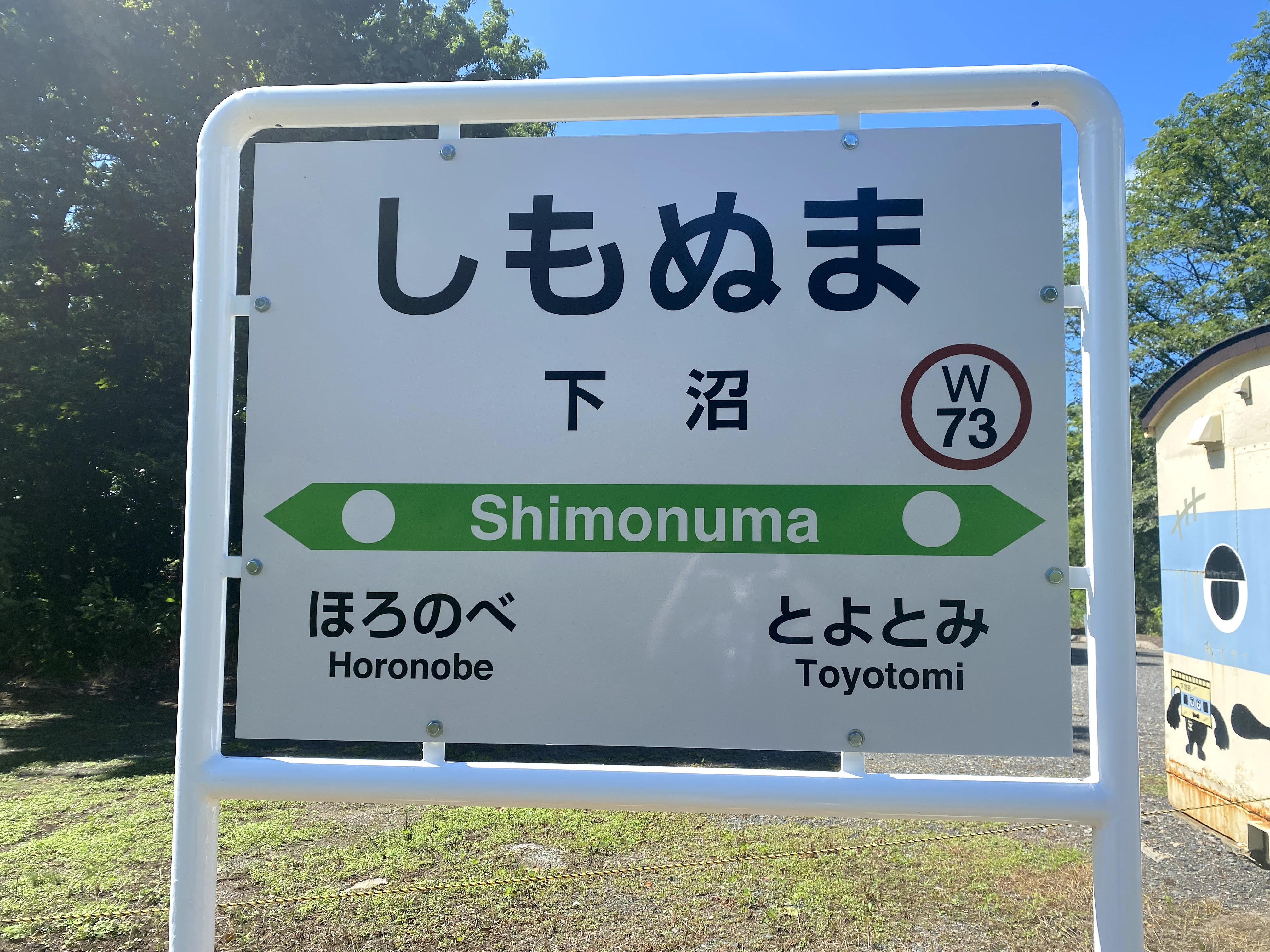
駅名標（2021年9月）

## 利用状況
かつては当駅から南下沼駅（2006年廃止）近くの学校（小中学校とも1982（昭和57）年3月閉校）まで通学に使用された。
乗車人員の推移は以下の通り。年間の値のみ判明している年度は日数割で算出した参考値を括弧書きで示す。出典が「乗降人員」となっているものについては1/2とした値を括弧書きで乗車人員の欄に示し、備考欄で元の値を示す。
また、「JR調査」については、当該の年度を最終年とする過去5年間の各調査日における平均である。
| 年度               | 乗車人員（人） | 乗車人員（人） | 乗車人員（人） | 出典        | 備考            |
| 年度               | 年間           | 1日平均        | JR調査         | 出典        | 備考            |
| ------------------ | -------------- | -------------- | -------------- | ----------- | --------------- |
| 1966年（昭和41年） | 21,763         | (59.6)         |                | [ 15 ]      |                 |
| 1978年（昭和53年） |                | 16             |                | [ 16 ]      |                 |
| 1981年（昭和56年） |                | (22.0)         |                | [ 12 ]      | 1日乗降客数44人 |
| 1992年（平成04年） |                | (8.0)          |                | [ 13 ]      | 1日乗降客数16人 |
| 2015年（平成27年） |                |                | 「1名以下」    | [ JR北 2 ]  |                 |
| 2016年（平成28年） |                |                | 0.2            | [ JR北 3 ]  |                 |
| 2017年（平成29年） |                |                | 0.4            | [ JR北 4 ]  |                 |
| 2018年（平成30年） |                |                | 0.4            | [ JR北 5 ]  |                 |
| 2019年（令和元年） |                |                | 0.4            | [ JR北 6 ]  |                 |
| 2020年（令和02年） |                |                | 0.4            | [ JR北 7 ]  |                 |
| 2021年（令和03年） |                |                | 0.2            | [ JR北 8 ]  |                 |
| 2022年（令和04年） |                |                | 0.0            | [ JR北 9 ]  |                 |
| 2023年（令和05年） |                |                | 0.2            | [ JR北 10 ] |                 |

## 駅周辺

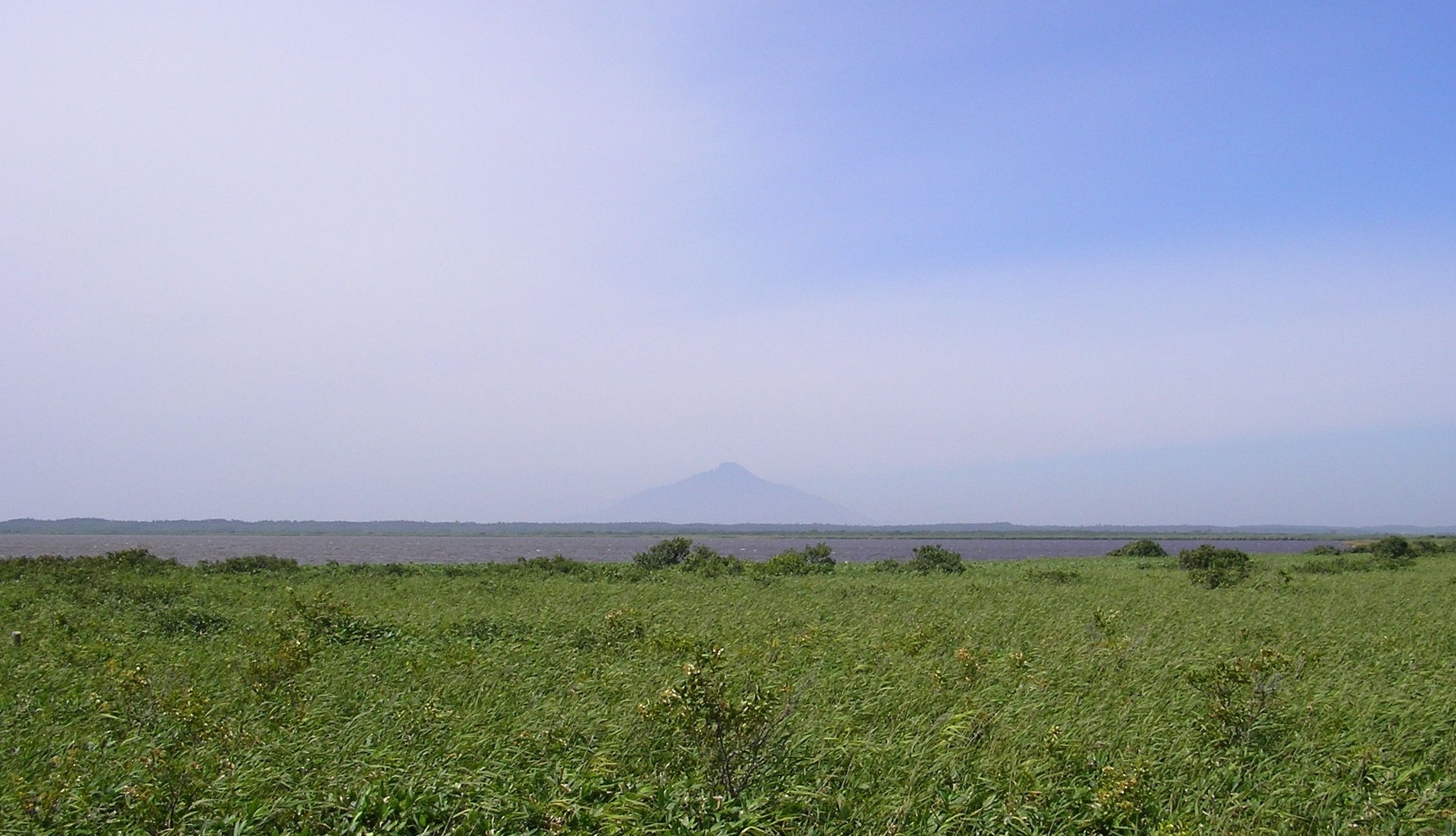
パンケ沼と利尻富士（2007年8月）

西側は牧草地と少数の住居・牛舎などの酪農施設・寺院が点在し、その先の防風林の向こうには広大な下サロベツ原野が広がる。東側は線路に沿って鉄道林がのび、林の先は丘陵地となっている。
- 湧水サロベツ 権左衛門 - 地元の有志によって管理されている誰でも自由に汲むことの出来る湧水地。駅から西に徒歩1分。約100m。駅前通り沿い北側にある[9][幌延町 6]。
- 下沼の湧水 - 駅からパンケ沼方面へ600m[幌延町 6]。
- 法昌寺
- 国道40号（天塩国道） - 上記鉄道林と丘陵地との間を、宗谷本線と平行に通っている。
- 名山台展望公園 - 利尻富士、日本海、サロベツ原野の広大な風景を一望できる展望台[9]。駅から北に徒歩15分。直線距離で約0.5km[12]。国道40号沿い。
- サロベツ原野（下サロベツ原野） - ラムサール条約登録の泥炭湿地の広大な原野。駅から西に約1.5km[12]。
- パンケ沼（パンケ沼園地）　- 下サロベツ原野の中にある大きな沼。駅から西に徒歩30分以上。約2.0km[12]。
- 幌延ビジターセンター　- サロベツ原野の動植物や湿原の成り立ちに関する展示コーナーなどがある案内施設。夜間及び冬季は閉鎖。少し離れたところに無料展望台がある。駅から徒歩1時間15分。パンケ沼園地から続く木道散策路を経由し約5km。

## その他

### 羽幌線計画と当駅
後に羽幌線の一部となる、改正鉄道敷設法別表第144号における「天塩国羽幌ヨリ天塩ヲ経テ下沙流別付近ニ至ル鉄道」の建設前の1927年（昭和2年）、分岐点について、立憲政友会は稚内方面への連絡を意図して当駅での分岐、憲政会は下沼駅付近の地盤が軟弱であることを理由に幌延駅での分岐を支持した。
こうした経緯もあり、1927年（昭和2年）8月に、幌延村長高橋文之助から農林政務次官東武（あずまたけし、立憲政友会所属）に宛てた陳情書の中に「遠別線鉄道促成ノ件　下沼・遠別間二十一里ノ遠別線鉄道ヲ昭和3年度着手、昭和7年度ニ完成セラレ度」として、分岐点を当駅とする旨の記述が見られる。
その後、1929年（昭和4年）には村会をはじめ村内で分岐点をめぐる論争が活発となり、9月の村会では、分岐駅を幌延駅とする建議案が否決されている。
しかし、最終的には幌延駅を分岐点とする線路測量が行われ、1935年（昭和10年）6月30日に幌延駅 - 天塩駅間が開通している。

## 隣の駅
北海道旅客鉄道（JR北海道）
■宗谷本線
幌延駅 (W72) - *南下沼駅 - 下沼駅 (W73) - 豊富駅 (W74)
*打消線は廃駅